# Coosada
Coosada é uma cidade  localizada no estado americano do Alabama, no Condado de Elmore.

## Demografia
Segundo o censo americano de 2000, a sua população era de 1382 habitantes.
Em 2006, foi estimada uma população de 1567, um aumento de 185 (13.4%).

## Geografia
De acordo com o United States Census Bureau, a localidade tem uma área de 18,7 km², dos quais 18,3 km² cobertos por terra e 0,4 km² cobertos por água.

## Localidades na vizinhança
O diagrama seguinte representa as localidades num raio de 16 km ao redor de Coosada.